# BXB Studio
BXB studio – polska pracownia architektoniczna z Krakowa. Założona została w 2009 roku przez Bogusława Barnasia, który zdobywał doświadczenie u boku m.in. Normana Fostera. Na swoim koncie ma takie projekty jak: Masterplan Seula, Centrum Kulturalne w Bamiyan, czy Taiwan Tower.
BXB studio było wielokrotnie nagradzane, m.in. Nagrodą World Architecture Community Award 2015.